# Alexander Alexandrowitsch Popow
Alexander Alexandrowitsch Popow (russisch Александр Александрович Попов; * 31. August 1980 in Angarsk, Russische SFSR) ist ein russischer Eishockeyspieler, der seit 2016 beim HK ZSKA Moskau  in der Kontinentalen Hockey-Liga unter Vertrag steht.

## Karriere
Alexander Popow begann seine Karriere als Eishockeyspieler beim HK Awangard Omsk, für den er in der Saison 1998/99 sein Debüt in der russischen Superliga gab. Mit seiner Mannschaft wurde der Angreifer in der Saison 2003/04 erstmals Russischer Meister. Zudem wurde er mit Omsk 2001 und 2006 jeweils Vizemeister. Auf europäischer Ebene gewann Popow 2005 mit Awangard den IIHF European Champions Cup. Im Finale wurde Kärpät Oulu aus der finnischen SM-liiga geschlagen. Ab der Saison 2008/09 spielte der Russe mit Awangard Omsk in der 2008 gegründeten Kontinentalen Hockey-Liga.
Nach über 18 Jahren Vereinszugehörigkeit verließ Popow den HK Awangard im Juli 2016 und wechselte innerhalb der KHL zum HK ZSKA Moskau.

## Erfolge und Auszeichnungen
- 2001 Russischer Vizemeister mit dem HK Awangard Omsk
- 2004 Russischer Meister mit dem HK Awangard Omsk
- 2005 IIHF-European-Champions-Cup-Gewinn mit dem HK Awangard Omsk
- 2006 Russischer Vizemeister mit dem HK Awangard Omsk

### International
- 2012 Goldmedaille bei der Weltmeisterschaft

## KHL-Statistik
(Stand: nach der Saison 2018/19)